# Mercado de San Miguel
El Mercado de San Miguel, ubicado en la plaza del mismo nombre, junto a la Plaza Mayor de Madrid (España), es un mercado de titularidad privada cuya característica más remarcable es que conserva su estructura original de hierro de principios del siglo XX. Tiene dos plantas y una superficie de 1200 metros cuadrados.
Inaugurado en mayo de 1916 como mercado de abastos, en mayo del 2009 pasa a convertirse en el primer mercado gastronómico. Durante 2018 el mercado experimenta un periodo de consolidación de gran parte de su contenido gastronómico.

## Historia

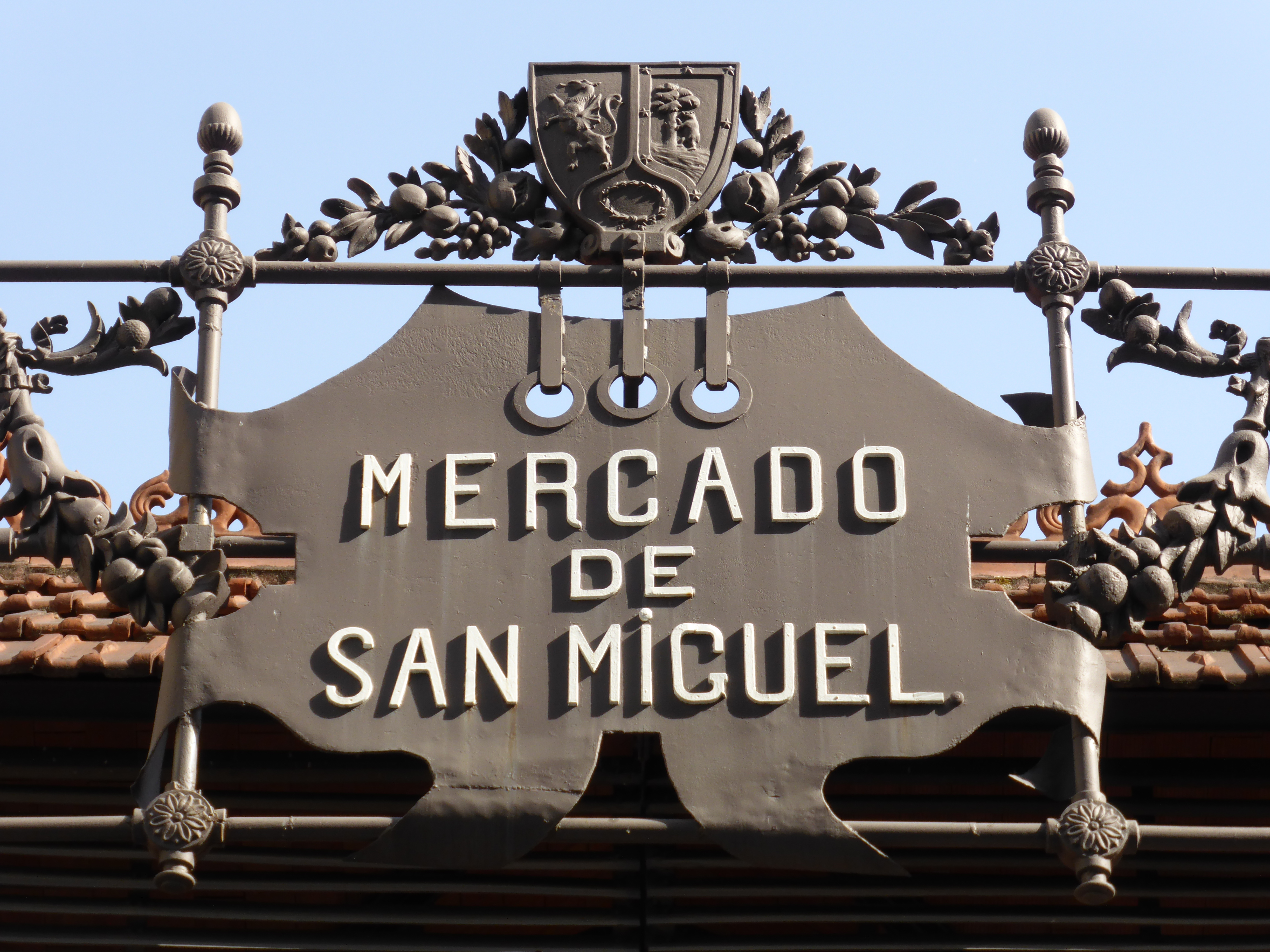
Rótulo con el nombre del mercado, en lo alto de una fachada

En la época medieval esta zona era mercado abierto, rodeado de puestos (cajones) dedicados a la compra-venta de los productos artesanales producidos por los gremios. En la época de José Bonaparte se mandó derribar la antigua iglesia parroquial de San Miguel de los Octoes. En su lugar quedó una plazuela en la que se proyecta construir el mercado que heredaría el nombre de la antigua parroquia. En 1809 era un mercado "al descubierto" especializado en la venta de pescado. Fue construido el mercado cerrado entre 1913 y 1916 bajo la supervisión del arquitecto Alfonso Dubé y Díez, inspirado en otros mercados europeos realizados en hierro al estilo del de Las Halles de París. Sin embargo, su actividad comercial es muy anterior, ya que en su ubicación existía antes un mercado de comestibles al aire libre. 

### Orígenes
En sus orígenes, el solar ocupado por el mercado fue el emplazamiento de la iglesia parroquial de San Miguel de los Octoes, lugar donde fue bautizado Lope de Vega. Si bien no se sabe si el edificio era el original, la parroquia ya existía a principios del siglo XIII, tal y como menciona el fuero de Madrid de 1202. Toda la zona, con el templo incluido, fue arrasada por un terrible incendio ocurrido en 1790. A pesar de ser rehabilitado, su estado siguió siendo preocupante, hasta tal punto que en el año 1804 Juan de Villanueva recomendó su demolición. La demolición se efectuó el 28 de noviembre de 1809 por orden del rey José I Bonaparte, dentro de su política de apertura de espacios en el casco urbano de Madrid. El solar se transformó en una plaza pública en la que se celebraba un mercado de productos perecederos, para lo que se disponían hileras de cajones de madera y tenderetes. El economista y en su día gobernador de Madrid, D. Pascual Madoz, en su Diccionario Geográfico-Estadístico-Histórico de España aseguraba en 1847 que el mercado callejero acogía ciento veintiocho cajones y ochenta y ocho tenderetes.
Durante la segunda mitad del siglo XIX empezaron a abrirse paso las ideas higienistas y funcionalistas de urbanistas, médicos y científicos que buscaban remediar los problemas de la suciedad e insalubridad de los mercados callejeros. El periodista y escritor madrileño Ramón de Mesonero Romanos (1803-1882), maestro de los artículos de costumbres, reflejó en numerosos escritos la penosa situación de las plazas de entonces. Además, provocaban otro grave inconveniente al interferir con el creciente tráfico rodado y peatonal de la capital, ya que los mercados atraían a nuevos vendedores y compradores que se desparramaban por las calles contiguas. Ya en 1835 el arquitecto Joaquín Henri diseñó un proyecto, que aparecería en el Diario de Avisos de Madrid, del que sólo llegaron a construirse las portadas delanteras a fin de ocultar los cajones de los puestos de los mercados de la vista de los transeúntes. Sin embargo, no será hasta la década de 1870 cuando el ayuntamiento comienza a construir mercados cubiertos, de los que a finales de siglo ya existían cuatro, todos con estructura de hierro. Se trataba de los mercados de los Mostenses (construido en 1875), la Cebada (1875), Chamberí (1876) y la Paz (1882). A pesar de la construcción de estos nuevos mercados, seguía sin haber suficientes para atender la demanda de una ciudad en crecimiento, por lo que siguieron existiendo mercados al aire libre en las plazas públicas.

### Inauguración del mercado cubierto

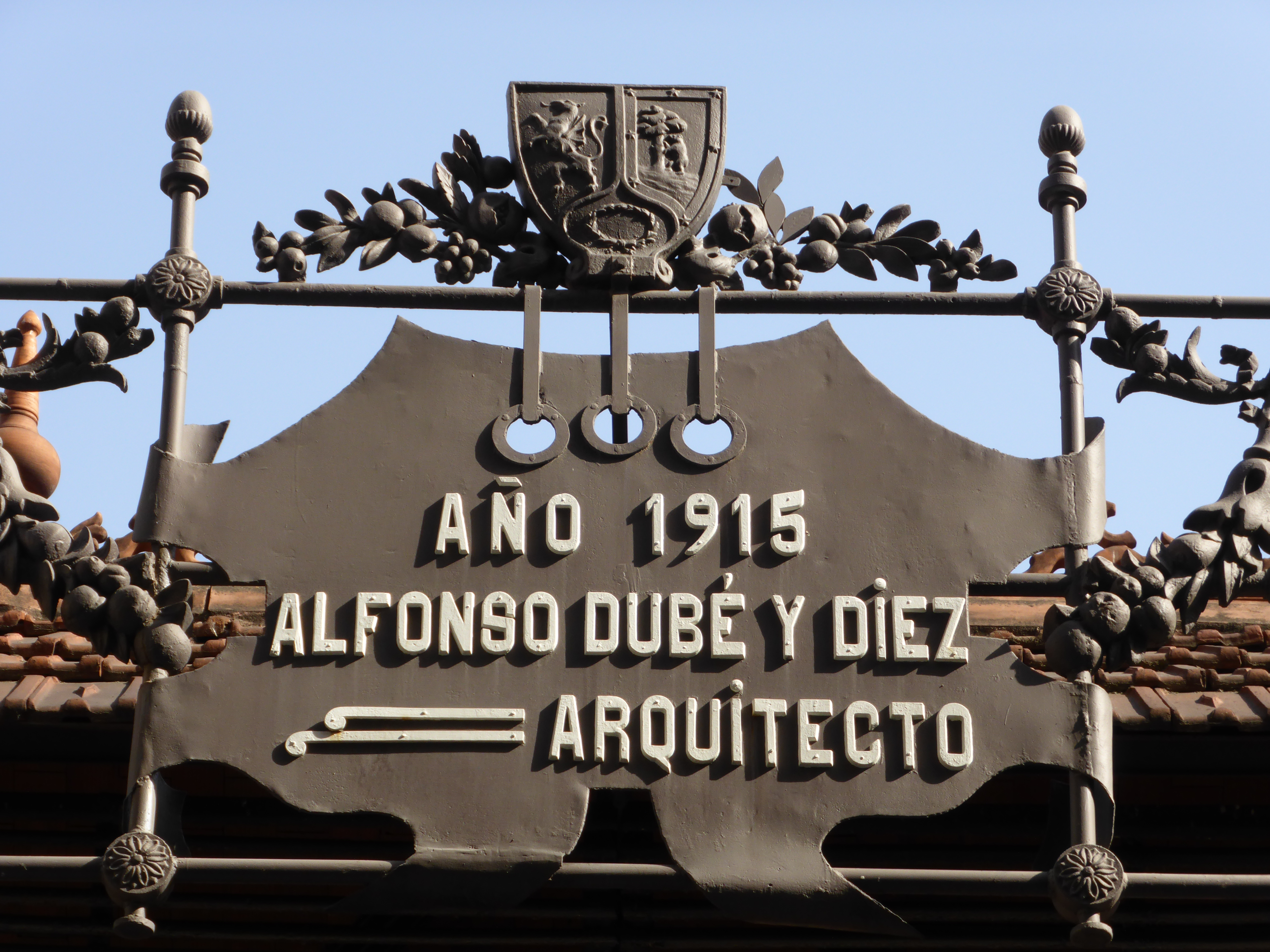
Rótulo con el nombre del arquitecto y fecha de construcción

El Mercado de San Miguel fue inaugurado el 13 de mayo de 1916. Había sido construido en dos fases (la primera finalizada en 1914) para no interrumpir el funcionamiento comercial del mercado. Sus elementos más característicos son los soportes de hierro de fundición de la estructura, la composición de las cubiertas, el sistema de desagües y la crestería cerámica que corona la cubierta. El coste de las obras fue de trescientas mil pesetas de la época. El acristalamiento exterior es posterior. San Miguel es la única muestra de su tipo que queda aún en la ciudad de la denominada arquitectura del hierro, ya que todos los mercados cubiertos construidos en el último tercio del siglo XIX fueron demolidos y, en general, sustituidos por nuevas construcciones.
En el año 1999 la Comunidad de Madrid abordó con fondos europeos y de los propios comerciantes una remodelación que ascendió a 150 millones de pesetas de la época y que devolvió al mercado su aspecto original. Sin embargo, su actividad comercial fue decayendo poco a poco ya que sus instalaciones no podían competir frente a los modernos supermercados y centros comerciales. 

### Actualidad: lugar gastronómico

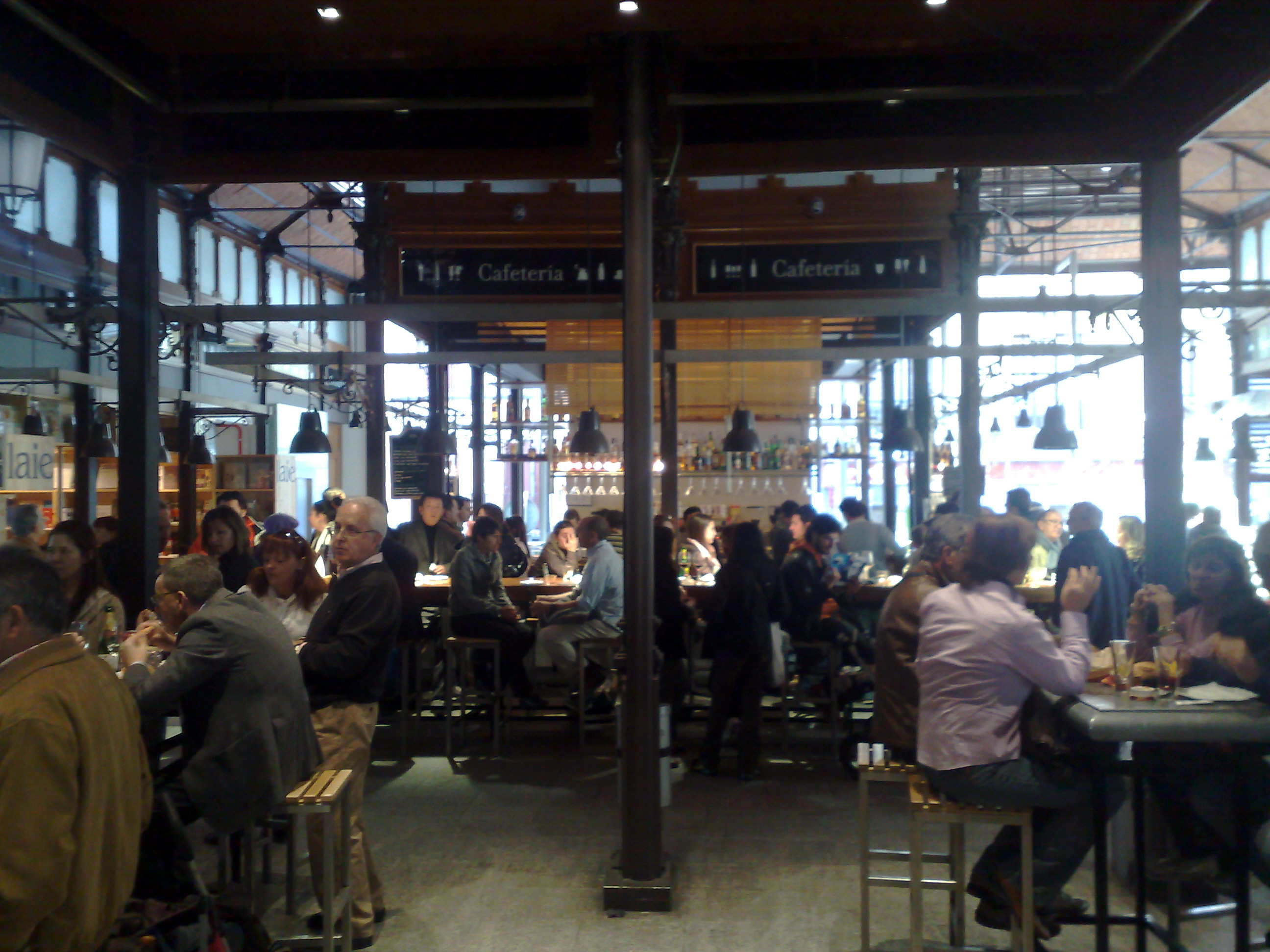
Aspecto actual del interior

Para evitar su defunción, un grupo de particulares con intereses arquitectónicos, gastronómicos y pertenecientes a diferentes ámbitos culturales y sociales han formado la sociedad: El Gastrónomo de San Miguel, actual dueña mayoritaria del mercado. Su objetivo es resucitar y mejorar su actividad tradicional creando un mercado que tiene como referencia el de La Boquería de Barcelona; con una oferta centrada en productos de gran calidad, alimentos de temporada, asesoramiento gastronómico, posibilidad de probar aquello que va a formar parte de la cesta de la compra, comer de picoteo o tomándose tiempo, con la ventaja de horarios flexibles. Dar nuevos aires a la gastronomía madrileña, española e incluso, internacional. Pero además, El Gastrónomo de San Miguel quiere formar parte de la agenda madrileña de eventos realizando diferentes actividades relacionadas con el ocio y la cultura, ayudando a revitalizar el casco antiguo de la capital.
El 13 de mayo de 2009 reabrió sus puertas tras casi dos años por las obras de renovación acometidas por los nuevos propietarios con horarios ampliados y aunando la oferta de productos artesanales y zonas de degustación.
Durante 2020 y parte de 2021, el mercado permaneció cerrado debido a las restricciones causadas por la pandemia de COVID-19 en España.

## Características
El edificio es de planta rectangular con sus lados mayores orientados en el eje este-oeste. El edificio posee dos plantas, cada una de ellas con una superficie casi 2000 metros cuadrados. Cuando era un mercado, los puestos de su interior se organizaban a lo largo de nueve calles de la zona superior. En la actualidad los puestos de venta se han convertido en bares y en zonas de estancia con mesas altas. Para garantizar la higiene del local se construyó con entarimado. El diseño de hierro y cristal permite que la luz de su interior sea natural.